# Pierre Duval Le Camus
Pour les articles homonymes, voir Pierre Duval, Duval et Duval Le Camus.
Pierre Duval Le Camus, dit « Camus le père », est un peintre et lithographe français, né le 13 février 1790 à Lisieux et mort le 29 juillet 1854 à Saint-Cloud.
Il est le père du peintre Jules-Alexandre Duval Le Camus (1814-1878).

## Biographie

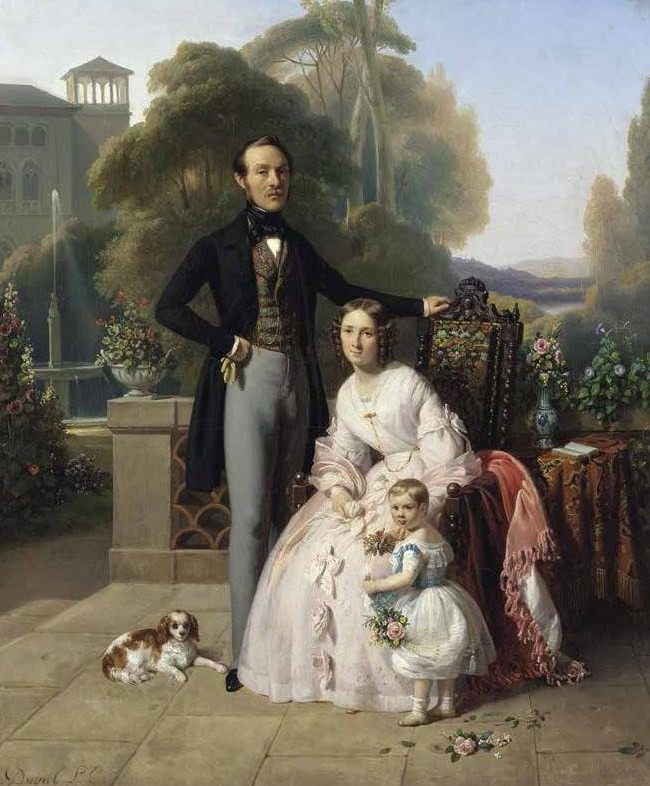
La Famille Skoropadsky (1842), Saint-Pétersbourg, musée de l'Ermitage.

Son père, maître vitrier, l'envoie à Paris pour y apprendre le commerce. Pierre Duval Le Camus y est attiré par les arts. Tout d'abord élève de Claude Gautherot, il est par la suite élève de Jacques-Louis David en 1808. En 1811, il peint le Portrait d'Eustache-Marie Courtin (château de Versailles), procureur impérial à Paris, dont il épousera la nièce. Le grand-père de son épouse ayant été bâtonnier de l'ordre des avocats du Parlement de Paris et son beau-père étant officier de cavalerie, le mariage avec Aglaé Virginie Le Camus d'Houlouve lui ouvre les portes de la haute société parisienne. 
En plus de nombreux portraits, il est célèbre pour ses pittoresques scènes de genre. Il expose continûment au Salon de Paris de 1819 à 1853. En 1822, il y vend La Réprimande à la duchesse de Berry, en 1827 La Chasse au traque à Louis XVIII, et en 1831 La Nourrice à Louis-Philippe.
Il est le peintre privilégié de la duchesse de Berry. En 1837, il fonde le musée d'Art et d'Histoire de Lisieux et est nommé chevalier de la Légion d'honneur . Installé à Saint-Cloud en 1848, il en est maire de 1853 à 1854.
Son fils Jules-Alexandre Duval Le Camus, également peintre, reçoit en commande de l'État la décoration de l’église Saint-Clodoald de Saint-Cloud.

## Œuvres
- Bordeaux, musée des Beaux-Arts : Intérieur à la fenêtre.
- Cherbourg, musée Thomas-Henry :
  - La Réponse, dame écrivant une lettre, 1820 ;
  - Les Réfractaires.
- Lisieux, musée d’Art et d’Histoire :
  - Portrait de M. Courtin, procureur impérial à Paris, 1811 ;
  - Paysans occupés à préparer le chanvre devant la porte d’une chaumière ;
  - Trouville, les bains de mer.
- Londres, Maison de la Reine :
  - Un Retraité de la marine dans le parc de Greenwich.
- Narbonne, musée d'Art et d'Histoire :
  - Le Petit Ramoneur ;
  - Les Cancans chez la portière.
- Orléans, musée des Beaux-Arts : 
  - Le retour des champs, Salon de 1831, huile sur toile, 40,5 x 33,5 cm[4].w
  - Portrait de Jean Brumault de Beauregard (1749-1841), évêque d'Orléans (1823- 1839), Salon de 1835, huile sur toile, 45 x 37 cm[5] .
- Paris :
  - musée du Louvre : La Nourrice, 1831.
  - palais Bourbon : Un pifferoni donnant une leçon de musique à son fils, 1845, dépôt du musée du Louvre.
- Saint-Cloud, musée des Avelines :
  - Madame Fontaine de Bonnerive ;
  - Monsieur Fontaine de Bonnerive ;
  - Portrait d'homme dans le parc de Saint-Cloud ;
  - Portrait de Claude-Marie Dubufe sur fond de paysage, vers 1825-1830.
- Saint-Pétersbourg, musée de l'Ermitage : La Famille Skoropadsky, 1842.
- Saint-Vaast-la-Hougue, musée maritime de l'île Tatihou : Le Retour de pêche, 1842.
- Versailles, château de Versailles : Portrait d’Eustache-Marie Courtin, 1813.

- Localisation inconnue :
  - La Partie de piquet des Invalides, 1819, collection particulière[réf. nécessaire].
  - La Marchande d'eau de vie au corps de garde, 1822, collection particulière[réf. nécessaire].
  - Madame Cherrier, 1834, collection particulière[réf. nécessaire].
  - La Contesse de Bizemont, vers 1835, collection particulière[réf. nécessaire].
  - Les Bulles de savon, collection particulière[réf. nécessaire].

Œuvres de Pierre Duval Le Camus
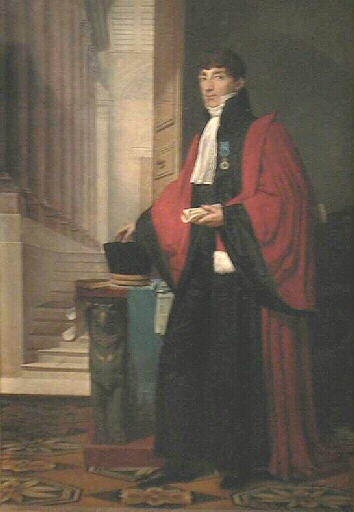
Portrait d’Eustache-Marie Courtin (1813), château de Versailles.
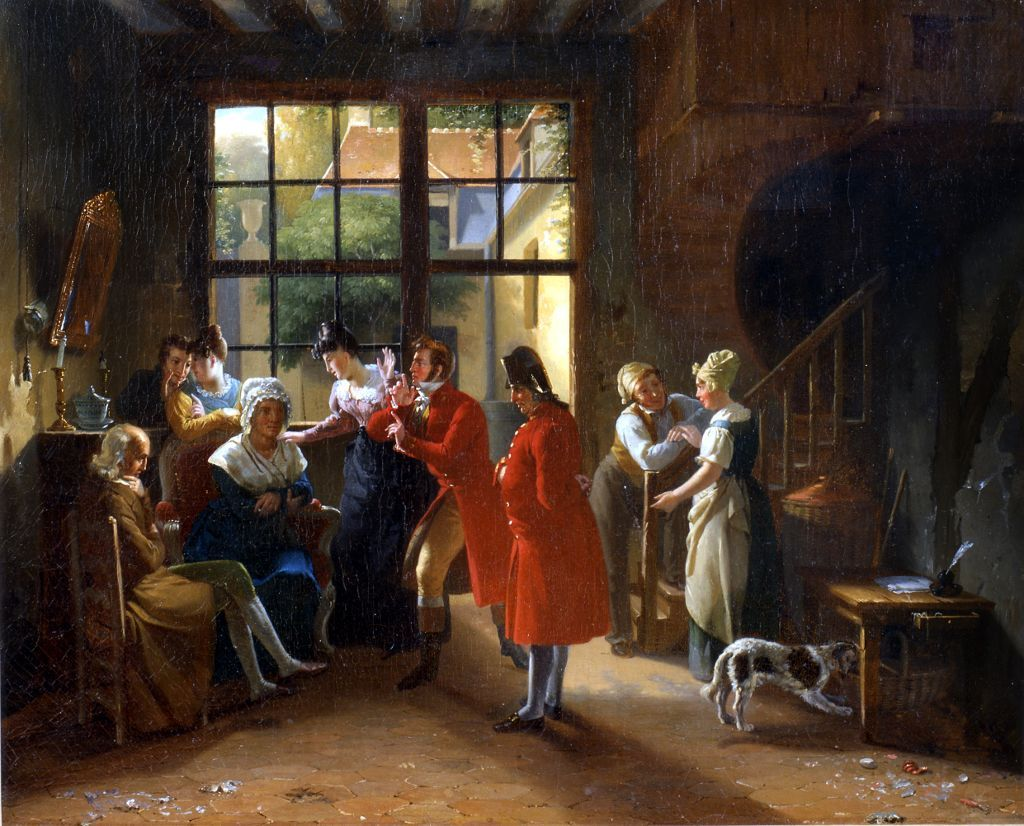
Les Cancans chez la portière, Narbonne, musée d'Art et d'Histoire.
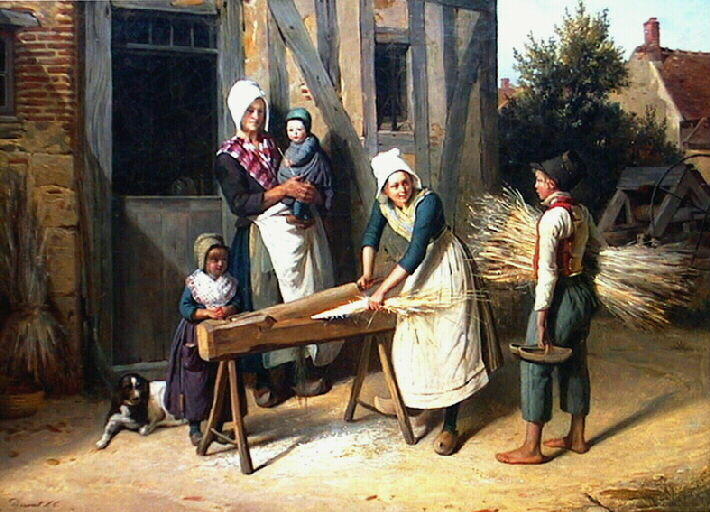
Paysans occupés à préparer le chanvre devant la porte d’une chaumière, Lisieux, musée d’Art et d’Histoire.